# Stœ̆ng Trêng
Stœ̆ng Trêng (khm. ស្ទឹងត្រែង, laot. ຊຽງແຕງ) – miasto w Kambodży; stolica prowincji Stœ̆ng Trêng; według danych szacunkowych na rok 2009 liczy 29 665 mieszkańców.